# Покой нам только снится
«Покой нам только снится» (лит. Ramybė mūsų sapnuose) — литовский драматический художественный фильм Шарунаса Бартаса 2015 года. Премьера состоялась 20 мая 2015 года на 68-м Каннском кинофестивале в рамках независимой программы «Двухнедельник режиссёров».

## Сюжет
Фильм рассказывает о мужчине, его шестнадцатилетней дочери и подруге мужчины, которые однажды летом приезжают в деревню, чтобы провести выходные. Отношения между мужчиной и его молодой подругой сложные. Дочь трудно переживает кризис взрослых людей, она чувствует себя одинокой и отвергнутой. Она живёт в своём мире тайн и фантазий. С детства девочка дружит с деревенским мальчиком, с которым вместе проводит время в усадьбе. Однажды мальчик крадёт у охотника ружьё с оптическим прицелом...

## Производство
В связи с премьерой фильма Бартас дал интервью французскому критику Жану-Мишелю Фродо, в котором объяснил концепцию фильма. Фордо заметил, что в новой картине режиссера ни у одного персонажа нет имени, что ставит восприятие зрителя в затруднительную ситуацию «между "я" и "он"», на что Бартас ответил: «Это позволяет мне сделать каждого героя более открытым. Если бы я претендовал на собственное «Я» в кино, другие персонажи стали бы исключительно плодом моего восприятия, я же хочу создать множество личностей». В том же интервью Бартас заявил, что не писал диалоги специально для фильма: «Большинство сцен и диалогов — импровизация, например, диалог моего персонажа с дочерью о реальности и воображении — это запись реального разговора, который у меня был с ней».
Действие фильма происходит в сельской местности, недалеко от Вильнюса. Бартас сказал, что действительно жил в доме, который появляется в картине.
На пресс-конференции в Вильнюсе режиссер заявил, что фильм нельзя считать автобиографичным: «Это - не моя жизнь, в фильме я и другие актеры лишь играют роли, но безусловно, как и во всех своих картинах, я говорю о том, что чувствую сам».
Фильм посвящен актрисе и жене режиссера Екатерине Голубевой, которая умерла в 2011 году.

## В ролях
В интервью с Жаном-Мишелем Фродо режиссер сказал, что роли в фильмах исполняют в основном непрофессиональные актеры: «Та, которая играет мою дочь — моя дочь, Лора Кмеляускайте, которая играет скрипачку — на самом деле скрипачка, а не актриса, жители фермы — сельские жители. Только Клавдия Коршунова, женщина, которая приезжает на машине, является профессиональной актрисой, она русская, поэтому часть диалога с ней ведется на русском языке, это переносит в другое измерение, поскольку весь остальной фильмы — на литовском».
| Актёр              | Роль                    |
| ------------------ | ----------------------- |
| Ина-Мария Бартайте | главная роль            |
| Лора Кмеляускайте  | главная роль, скрипачка |
| Шарунас Бартас     | главная роль            |
| Эдвинас Голдштейн  | главная роль            |
| Гедрюс Накас       |                         |
| Клавдия Коршунова  | женщина из прошлого     |
| Екатерина Голубева | архивные кадры          |
| Аушра Эйтмонтьене  | соседка                 |
| Евгений Баруновас  | сосед                   |

## Съемочная группа
- Шарунас Бартас — режиссер, сценарист, продюсер
- Эйтвидас Дошкус — оператор
- Александр Зекке — композитор
- Гинтаре Сокелите — монтажер
- Аудрюс Думикас, Юлия Матулит — художники-постановщики
- Агния Витковская — художник по костюмам

## Премьера и показы
Премьера состоялась 20 сентября 2015 года на 68-м Каннском кинофестивале, Франция в рамках независимой программы «Двухнедельник режиссёров». В том же году фильм был показан на Международном кинофестивале в Стокгольме, Швеция; на Международном кинофестивале в Рио-де-Жанейро, Бразилия; на 15-м Международном кинофестиваль «Новые Горизонты» во Вроцлаве, Польша; на Международном кинофестивале в Лиссабоне и Эшториле, Португалия; на Международном кинофестивале в Ла-Рошели, Франция; на Международном кинофестивале в Хайфе, Израиль и на 40-м фестивале «Cine UC» при Калифорнийском университете, Чили; на 24-м кинофестивале «Киношок», Анапа, Россия; на 22-м Минском международном кинофестивале «Лістапад», Беларусь.
В 2016 году картина была представлена на Международном кинофестивале в Стамбуле, Турция; на 4-м кинофестиваль «Дни Литовского кино в Москве» в кинотеатре «Иллюзион», Россия; на Международном фестивале современного кино «2morrow/Завтра», Москва, Россия; на 46-м Киевском международном кинофестивале «Молодость», Украина, а также во французском Центре Помпиду во время ретроспективы режиссера.

## Награды
Фильм был номинирован на премию «Jaeger - LeCoultre» за лучший фильм на Международном кинофестивале в Лиссабоне и Эшториле, Португалия.
«Покой нам только снится» выиграл приз кинопрессы за «бесстрашие исповеди» на 24-м кинофестивале «Киношок», Анапа, Россия, а также оператор картины Эйтвидас Дошкус получил приз имени Александра Княжинского за лучшую операторскую работу.
Фильм Бартаса попал в рекомендательный список Экспертного совета за 2015 год от Национальной академии кинематографических искусств и наук России в номинациях «Лучшая режиссерская работа», «Лучший сценарий» и «Лучшая женская роль второго плана», в которой выделили актерскую игру Клавдии Коршуновой.
Также Национальная кинематографическая премия «НИКА» в 2015 году номинировала картину на премию «Лучший фильм стран СНГ и Балтии».

## Критика и признание
Кинокритик Дэн Файнару опубликовал обзор фильма для британского киножурнала Screen Daily, где сказал, что герои Бартаса «ищут кого-то, на кого можно положиться, и ищут ответы на вопросы, которые они даже не знают, как задать».
Бен Кенигсберг в своей рецензии для Varity отметил, что архивные кадры, на которых изображены исполнительница главной роли Ина-Мария Бартайте и её настоящая мать Екатерина Голубева «наполняет фильм чувством потери».
Бойд ван Хойдж из The Hollywood Reporter сказал, что новый фильм режиссера, по сравнению с предыдущими работами «более интимный и менее эпичный», а также похвалил работу оператора Эйтвидаса Дошкуса: «крупные планы Дошкуса отрезают верхнюю часть головы персонажей и сосредотачиваются на их глазах».
В 2017 году Карлос Конг опубликовал рецензию в онлайн-магазине East European Film Bulletin, в которой отметил, что «в обычных действиях персонажей, Бартас создает поразительные, загадочные образы одиночного досуга, которые усиливают разрыв между красотой природного мира и беспокойством внутренней жизни», а также, что «выбор Бартаса оставить каждого персонажа безымянным» показывает курс фильма на «автобиографический реализм», «одновременно отбрасывая тени анонимности».
Во время награждения оператора фильма Эйтвидаса Дошкуса призом имени Александра Княжинского за лучшую операторскую работу на 24-м кинофестивале «Киношок» член жюри и режиссер Александр Котт сказал: «Я помню каждый кадр этой картины».
Фильм попал в список «лучших фильмов, просмотренных в 2016 году» по мнению режиссера, сценариста и кинокритика Фергуса Дейли, который был опубликован в онлайн-журнале Senses of Cinema. Режиссер Моника Делгадо поместила фильм Бартаса в список «лучших фильмов 2015 года». Кинокритик и основатель независимого портала о кино Cineticle Films Сергей Дёшин поместил фильм в список «лучших фильмов 2016 года».
Программный директор Международного кинофестивале «Лістапад» Игорь Сукманов сказал, что «Покой нам только снится» — «возвращение к прежнему Бартасу. Бартасу-эстету. Но не времен фильмов «Три дня» или «Коридор», а к режиссеру, поощряемому Годаром, к режиссеру, который прошел европейскую школу».
Актер Денисас Коломикис, который работал с Бартасом в качестве кастинг-директора сказал, что «в последних трех фильмах»: «Евразиец», «Покой нам только снится» и «Иней» «везде секс» и «нет драмматургии».
Кинокритик Алексей Артамонов из журнала Сеанс назвал фильм «хрупким и несовершенным» и сказал, что «ругать такие фильмы преступно», Артаманов также отметил, что «Покой нам только снится» — это «кино отчуждения» и «самый автобиографичный фильм Бартаса, над которым летает призрак Кати Голубевой».